# Робин Гуд (телесериал, 2026)
«Робин Гуд» (англ. Robin Hood) — предстоящий американский телесериал, основанный на легенде о Робин Гуде.

## Сюжет
Роб, сын саксонского лесника, и Мэриан, дочь нормандского лорда, объединяют усилия, чтобы бороться с несправедливостью. Роб возглавляет банду мятежников, а Мэриан помогает ему при дворе.

## В ролях

### Главные роли
- Джек Паттен — Робин Гуд
- Лорен Маккуин — Мэриан
- Шон Бин — Шериф Ноттингемский
- Лидия Пекем — Присцилла Ноттингемская
- Стивен Уоддингтон — Граф Хантингдон
- Маркус Фрейзер — Маленький Джон
- Ангус Касл-Даути — Брат Тук
- Генри Роули — Уилл Скарлет
- Конни Нильсен — Алиенора Аквитанская

### Роли второго плана
- Ричард Линтерн — Епископ Херефордский
- Эрика Форд — Ральф Миллер
- Райан Гейдж — Спрагарт
- Оскар Салем — Маршал, граф Пембрук
- Милош Тимотиевич — Эгберт
- Тамара Радованович
- Грэм Томас Кинг — принц Джон
- Том Мисон — Хью Локсли
- Анастасия Гриффит — Джоан Локсли
- Матия Гредич — Дру Миллер
- Михайло Лазич — Генри
- Бобан Марьянович — Дрого
- Елена Гаврилович — Годда

## Производство
В сентябре 2024 года стало известно, что кабельный канал MGM+ заказал производство телесериала о Робин Гуде, сценаристами и исполнительными продюсерами которого стали Джон Гленн и Джонатан Инглиш. Производством сериала занялась студия Lionsgate Television.
В январе 2025 года на главную роль был утверждён австралийский актёр Джек Паттен. В следующем месяце на роль шерифа Ноттингема был утверждён Шон Бин, также роли получили Лорен Маккуин, Лидия Пекем, Стивен Уоддингтон, Маркус Фрейзер, Ангус Касл-Даути и Гегри Роули. В марте Конни Нильсен была утверждена на роль Алиеноры Аквитанской. В следующем месяце к актёрскому составу присоединились Ричард Линтерн, Эрика Форд, Райан Гейдж, Оскар Салем, Милош Тимотиевич и Тамара Радованович. В июле 2025 года стало известно, что роли второго плана исполнят Грэм Томас Кинг, Том Мисон, Анастасия Гриффит, Матия Гредич, Михайло Лазич, Бобан Марьянович и Елена Гаврилович.
Съёмки телесериала начались в Сербии в феврале 2025 года.